# ابن عبد ربه
ابن عبدُ رَبِّه (۲ دسامبر ۸۶۰–۶ مارس ۹۴۰) (نسب: احمد بن محمد ابن عبد ربِّه) ادیب عربی اندلسی، از اهالی قرطبه بود.
نخست شعر غزلی و لهو سرود، سپس برگرفت و توبه کرد. قصاید اولیهٔ خود را «از روی عیاشی» می‌دانست و آن‌ها در المُمَحِّصات گردآورد. با ابوعبدالله قلفاط دوستی داشت اما پایدار نشد. مشهورترین اثرش کتاب ادبی العِقد(یا آنگونه که بعدها العِقد الفرید نام گرفت) می‌باشد که آوازه‌اش برپایهٔ آن است. در آن اثر، خبرها، گفته‌ها و برگزیده‌ها از نثر و شعر از مشرق اسلامی را گرد آورد، با اینکه خود مغربی بود؛ به‌طوری که صاحب بن عباد هنگامی که این اثر را دید، گفت: «این کالای خودمان است که به ما بازگردانده شده. پنداشتم این اثر دربرگیرندهٔ اخباری از سرزمینشان باشد اما بر اخبار خودمان استوار است. نیازی به آن نداریم!».

## زندگی
نَسَبِ او «شهاب‌الدین ابوعمر احمد بن عبدِ ربّه بن حبیب بن حُدَیر بن سالم قرطبی» ذکر شده است. احمد بن عبدربه در ۱۰ رمضان ۲۴۶ قمری/ ۲ دسامبر ۸۶۰ در قرطبه (در استان کوردوبای امروزی اسپانیا) زاده شد و همان‌جا پرورش یافت. نزد برخی استادان آنجا، علم آموخت، مانند: بَقیُّ بن مَخلَد (درگذشتهٔ ۲۷۶ق)، محمد بن وضّاح (درگذشتهٔ ۲۸۶ قمری) و محمد بن عبدالسلام خشنی (درگذشته ۲۷۶).
احمد بن عبدربه شاعر دربار امیر منذر، امیر عبدالله و عبدالرحمن ناصر بود.
در سال‌هایی پایانی عمرش فلج بود، سپس در ۱۸ جمادی‌الاول ۳۲۸ قمری/ ۶ مارس ۹۴۰ در قرطبه درگذشت.